# قائمة ولاة مصر في عهد الدولة الأموية

الدولة الإسلامية بعد فتنة مقتل عثمان، المناطق الملونة باللون الأخضر هي التي يُسيطر عليها الخليفة علي بن أبي طالب، وأما الأحمر فهو ولاية الشام تحت سلطة معاوية بن أبي سفيان، والأزرق ولاية مصر تحت سلطة عمرو بن العاص.

ولاة مصر في عهد الدولة الأموية هم حكام مصر الذين عينهم خلفاء الدولة الأموية بعد ضم مصر إليها. ففي سنة 38 هـ سار عمرو بن العاص إلى مصر لضمها لسلطان معاوية بن أبي سفيان، وجهزه معاوية في ستة آلاف مقاتل. وكان محمد بن أبي بكر واليها المُعين من قبل علي. فاقتتل الفريقان، فانتصر جيش عمرو بن العاص وقُتل محمد بن أبي بكر على يد معاوية بن حديج. ثم سار عمرو إلى الفسطاط واستولى عليها في صفر سنة 38 هـ. فأقره معاوية واليًا عليها، وأعطاه إياها على أن يعطي عطاء الجند وما بقي فله، واستقرت ولاية مصر لعمرو بن العاص من جديد. روى ابن عساكر أنه لما صار الأمر كله في يدي معاوية استكثر طعمة مصر لعمرو ما عاش، ورأى عمرو أن الأمر كله قد صلح به وبتدبيره وبعنايته وسعيه فيه، وظن أن معاوية سيزيده الشام على مصر فلم يفعل معاوية، فتنكر له عمرو فاختلفا، وتدخل بعض المسلمين في الأمر وأصلحوا بينهما، واتفقا على أن تكون لعمرو ولاية مصر سبع سنين، وأن على عمرو السمع والطاعة لمعاوية. وتواثقا وتعاهدا على ذلك، وأشهدا عليهما به شهودًا، ثم مضى عمرو إلى مصر واليًا عليها، وذلك في أواخر سنة 39 هـ، فلم يمكث غير ثلاث سنوات تقريبا حتى مات وهو أمير عليها.:267: 270

## القائمة
| الرقم | سنوات الولاية | الوالي                             | سنوات الحياة    | نبذة |
| ----- | ------------- | ---------------------------------- | --------------- | --- |
| 1     | 38 - 43 هـ    | عمرو بن العاص                      | 45 ق.هـ - 43 هـ | صحابي من فرسان قريش وأبطالها في الجاهلية، وشعرائها المعروفين، وقد كان عداءه شديداً للإسلام أول الأمر، ثم أسلم سنة 8 هـ. قاد غزوة ذات السلاسل، وولي عُمان لفترة، وكان فاتح قنسرين وحلب ومنبج وأنطاكية، ثم ولي فلسطين. وقد كان فاتح مصر، وأصبح واليها بعد فتحها        |
| 2     | 44 هـ         | عتبة بن أبي سفيان                  | ؟ - 44 هـ       | هو أخو معاوية بن أبي سفيان. ولد في أيام الرسول محمد، وولاه عمر بن الخطاب الطائف لفترة، ثم ولاه معاوية مصر بعد موت ابن العاص، وظل واليها سنة حتى توفي ودفن فيها |
| 3     | 45 - 46 هـ    | عقبة بن عامر الجهني                | ؟ - 58 هـ       | صحابي، شهد وقعة صفين مع معاوية، وشهد فتح مصر وولى جندها في عهد معاوية، ثم عزل بعد ثلاث سنوات وانتقل إلى فتوحات البحر. |
| 4     | 47 - 49 هـ    | معاوية بن حديج السكوني             | ؟ - 52 هـ       | شهد معركة اليرموك وفتح مصر، وشارك عبد الله بن أبي السرح في غزوات بلاد البربر بشمال أفريقيا . وقد ولي حروباً كثيرة في المغرب، فكان قائد فتح إفريقية، وغزى النوبة وأصبح أعور خلالها، كما غزى صقلية سنة 44 هـ، وولي برقة سنة 47 هـ .                                   |
| 5     | 50 - 62 هـ    | مسلمة بن مخلد الأنصاري             | 1 - ؟ هـ        | شهد الفتنة الأولىوكان أحد قادة معاوية بن أبي سفيان الذين وجههم إلى مصر لاتنزاعها من علي بن أبي طالب. وولي مصر لعقد كامل خلال عهد معاوية |
| 6     | 62 - 64 هـ    | سعيد بن يزيد الأزدي                | ؟ - ؟           | ولي مصر بعد وفاة مسلمة بن مخلد الأنصاري سنة 62 هـ، وكان ذلك في عهد يزيد بن معاوية |
| 7     | 64 هـ         | عبد الرحمن بن جحدم الفهري          | ؟ - ؟           | أرسله عبد الله بن الزبير والياً لمصر، فاستولى عليها وتنازل له الوالي القديم سعيد بن يزيد الأزدي |
| 8     | 65 - 85 هـ    | عبد العزيز بن مروان                | 27 - 85 هـ      | ولد في المدينة، وكان ولي عهد أخيه عبد الملك بن مروان، وهو والد الخليفة عمر بن عبد العزيز. أبقاه والده مروان بن الحكم والياً على مصر بعد أن أخذها من عبد الرحمن بن جحدم الفهري، فأقره أخوه عبد الملك وظل واليها عشرين سنة تقريباً حتى وفاته                           |
| 9     | 85 - 90 هـ    | عبد الله بن عبد الملك              | ؟ - ؟           | حفيد مروان بن الحكم، عينه والده عبد الملك، وأقره أخوه الوليد بن عبد الملك. غير أن أهل مصر اشتكوا منه وساءت حالهم تحت ولايته، فعزله الوليد بن عبد الملك |
| 10    | 90 - 96 هـ    | قرة بن شريك العبسي                 | ؟ - 96 هـ       | ولاه الوليد على مصر بعد عبد الله بن عبد الملك، وظل والياً حتى نهاية عهد الوليد، عندما توفي معه تقريباً في سنة 96 |
| 11    | 96 - 99 هـ    | عبد الملك بن رفاعة                 | ؟ - ؟           | ولاه الوليد على مصر في آخر أيامه خلفاً لقرة بن شريك، وأقره سليمان بن عبد الملك، ثم أقره عمر بن عبد العزيز لفترة. وقد أحسن السيرة في أهل مصر، فكان عفيفاً عن الأموال ديناً وعادلاً وأميناً. وقد عين والياً لمصر مرتين                                                     |
| 12    | 99 - 101 هـ   | أيوب بن شرحبيل الأصبحي             | ؟ - 101 هـ      | أيوب بن شرحبيل بن أبرهة الأصبحي. ولاه عمر بن عبد العزيز على مصر، فحسنت سيرته في أهلها، وظل واليها لمدة سنتين ونصف حتى توفي سنة 101 |
| 13    | 101 - 102 هـ  | بشر بن صفوان الكلبي                | ؟ - ؟           | بعد وفاة أيوب بن شرحبيل كان قد حل عهد يزيد بن عبد الملك، فعين بشر بن صفوان الكلبي والياً على مصر |
| 14    | 102 - 105 هـ  | حنظلة بن صفوان الكلبي              | ؟ - ؟           | أرسل يزيد بن عبد الملك ، بشر لإفريقية والياً عليها، وعين مكانه على مصر أخاه حنظلة، فظل واليها حتى وفاة يزيد |
| 15    | 105 هـ        | محمد بن عبد الملك بن مروان         | ؟ - ؟           | هو أخو الخليفة هشام بن عبد الملك، عينه والياً على مصر بعد توليه الخلافة |
| 16    | 106 - 108 هـ  | الحر بن يوسف                       | ؟ - 113 هـ      | هو الحر بن يوسف بن يحيى بن الحكم الأموي. نصب واليا لمصر من قبل هشام بن عبد الملك سنة 105 هـ وبقي في هذا المنصب لسنة واحدة إلى 106 هـ. صرف من منصبه بناءا على طلبه وولي بعدها الموصل. قام بتحسين الكثير من البنية التحتية في المدينة وبقي والياً للموصل إلى أن توفي. |
| 17    | 108 هـ        | حفص بن الوليد الحضري               | ؟ - ؟           | ولي مصر لفترة، ثم ثم استخلفه حنظلة بن صفوان الكلبي على صلاتها عندما عاد للولاية |
| 18    | 109 هـ        | عبد الملك بن رفاعة                 | ؟ - ؟           | عين والياً لمصر للمرة الثانية، غير أنه لم يلبث 15 يوماً في الولاية حتى توفي |
| 19    | 109 - 117 هـ  | الوليد بن رفاعة                    | ؟ - ؟           | استخلف عبد الملك بن رفاعة قبل وفاته بأيام أخاه مكانه على ولاية مصر، فأقره هشام بن عبد الملك، وظل واليها حتى وفاته |
| 20    | 117 - 118 هـ  | عبد الرحمن بن خالد الفهمي          | ؟ - ؟           | عينه هشام بن عبد الملك والياً لمصر بعد الوليد بن رفاعة، غير أن أهل مصر اشتكوا من لينه، فعزله |
| 21    | 119 - 124 هـ  | حنظلة بن صفوان الكلبي              | ؟ - ؟           | أعاده هشام والياً للمرة الثانية، وظل والي مصر حتى سنة 124 عندما أرسله إلى إفريقية والياً عليها |
| 22    | 124 - 127 هـ  | حفص بن الوليد الحضري               | ؟ - ؟           | عاد والي مصر للمرة الثانية في عهد هشام بن عبد الملك، وظل واليها حتى أيام بعد وفاة هشام |
| 23    | 128 - 131 هـ  | الحوثرة بن سهيل الباهلي            | ؟ - ؟           | عينه مروان بن محمد والياً لمصر في عهده |
| 24    | 131 - 132 هـ  | المغيرة بن عبيد الله الفزاري       | ؟ - ؟           | عينه مروان بن محمد والياً لمصر بعد عزل الحوثرة وإرساله إلى العراق لنصرة يزيد بن عمر بن هبيرة. وكان ليناً محبباً للناس |
| 25    | 132 هـ        | عبد الملك بن مروان بن موسى بن نصير | ؟ - ؟           | كان آخر ولاة مصر الأمويين. وعندما سقطت الدولة الأموية ودخل صالح بن علي مصر، أكرم صالح عبد الملك لما رأى من نجابته، وأخذه معه إلى العراق، فكان بها أحد القادة الكبار. ثم ولاه أبو جعفر المنصور إقليم فارس سنة بضع وثلاثين ومائة                                     |